# Capeiti (grano)
Il grano Capeiti o Capeiti8 (T. durum Desf. var. leucurum (Alef.) Koern. and var. affine Koern.) è considerato come un grano antico siciliano, questa varietà è però di introduzione agronomica successiva alla Seconda guerra mondiale.

## Storia
Queste varietà, insieme alla varietà Patrizio6, è più produttiva del grano Senatore Cappelli che era predominante in Sicilia, comportando il declino di quest'ultima varietà. Inoltre è più precoce di 10-15 giorni rispetto al Cappelli e resistente all'allettamento, anche se con peggiori qualità molitoria e pastificatoria.
Successivamente, cultivar di taglia sempre più ridotta ottenute attraverso incroci interspecifici, uso della mutagenesi ed introgressione dei geni Rht sostituirono definitivamente il Senatore Cappelli.
Così, via via, si affermano l'Appulo, cultivar dei gruppi “Val” (Valgerardo, Valnova, Valselva, Valriccardo) e “Castel” (Castelporziano, Castelfusano, Casteldelmonte e Castelnuovo) e il Creso (derivante dallo stesso Cappelli), il Simeto ottenuto nel 1988 presso la Stazione sperimentale di granicoltura di Caltagirone, l'Iride, il Claudio, tutti con differenti gradi di parentela con il "Senatore".

## Caratteristiche
È una varietà di frumento che fa parte del gruppo dei tetraploidi (possiede 28 cromosomi).
Perrino dell'Istituto del Germoplasma - CNR, di Bari, nel 1983 lo descrive così:

«la spiga è media (7 cm), fusto, profilo più largo del viso e compatto; l'arista è lunga, bianca, divaricata, persistente, diritta e spinato.
Il glume ha lunghezza oltre il doppio della larghezza, con una chiglia bianca liscia e diritta, becco diritto e lungo da 0,5 a 1 mm, spalla arrotondata o quadrata e di larghezza stretta o media.
La cariosside va da 6,5 a 7,5 mm di lunghezza, rosso, traslucido, ellittico, a cuore o triangolare grande sezione trasversale, profilo dorsale leggermente gibboso, solco stretto e poco profondo con bordi leggermente arrotondati, consistenza vitreo, pennello corto, di media densità e semiesteso, scutello ovoidale e di media lunghezza.»
È un grano piuttosto diffuso in Sicilia, ha un portamento eretto, ha una spigatura precoce, ha taglia media.
È una varietà di grano duro che il Ministero dell'agricoltura, della sovranità alimentare e delle foreste, ha iscritto nel Registro nazionale delle varietà da conservazione di specie agrarie e delle specie ortive, con 4 decreti ministeriali.